# Harutaeographa caerulea
Harutaeographa caerulea är en fjärilsart som beskrevs av Yoshimoto 1993. Harutaeographa caerulea ingår i släktet Harutaeographa och familjen nattflyn. Inga underarter finns listade i Catalogue of Life.